# Because the Night
"Because the Night" és una cançó de rock escrita per Bruce Springsteen i Patti Smith que va ser publicada per primera vegada el 1978 com a senzill de l'àlbum de Patti Smith Group, Easter. Aquesta versió va arribar al número 13 de la llista Billboard Hot 100, així com al número 5 al Regne Unit, i va ajudar a impulsar les vendes de Easter a l'èxit general.
La cançó ha estat posteriorment versionada per nombrosos artistes, i almenys dues d'aquestes versions han estat èxits en les llistes. Una versió de 1992 de la cançó de CO.RO. va ser un èxit a diversos països d'Europa i Amèrica del Sud. Va arribar al número 1 d'Espanya i al Top 10 a Bèlgica, França, Grècia i Itàlia. L'any següent, 10,000 Maniacs van gravar una versió acústica en directe per a MTV Unplugged. Aquesta gravació va arribar al número 11 del Billboard Hot 100, convertint-se en la versió que va arribar més alt a les llistes dels Estats Units.
El 1987, la cançó va ocupar el lloc número 116 a la llista de "Els 150 millors senzills de tots els temps" de la revista NME. Continua sent la cançó més coneguda del catàleg de Smith. El 2021, Rolling Stone la va classificar al número 358 de les "500 millors cançons de tots els temps". The Independent va classificar la cançó com un dels deu millors senzills de new wave de 1978.

## Història
Bruce Springsteen i l'E Street Band van gravar "Because the Night" als Atlantic Studios, Nova York l'1 de juny de 1977, el primer dia de sessions de Darkness on the Edge of Town, encara que la lletra només consistia en el títol de la cançó i alguns murmuris. Springsteen va lluitar amb la cançó durant gairebé quatre mesos fins que el seu enginyer, Jimmy Iovine, es va involucrar. Aleshores, Iovine també estava produint l'àlbum Easter per a Patti Smith a la Record Plant de Nova York, on també s'estava gravant Darkness.
Iovine diu: "Bruce era molt comprensiu i molt flexible, perquè es va adonar que aquesta era la meva primera ruptura real com a productor. De totes maneres, una nit, mentre estàvem passejant per l'Hotel Navarro de Nova York, li vaig dir a Bruce que volia desesperadament un èxit amb la Patti, que se'n mereixia un. Va estar d'acord. Com que no tenia plans immediats de posar 'Because the Night' en un àlbum, vaig dir-li que per què no li ho regalava a la Patti. Bruce va respondre: "Si pot fer-ho, pot tenir-lo". Més tard Smith va gravar la cançó dos mesos després que la versió original de Springsteen fos gravada.
Springsteen va admetre més tard que no estava satisfet amb la cançó, i ja sabia que no l'acabaria ja que era "una [altra] cançó d'amor". Iovine va portar a Smith l'últim enregistrament de Springsteen, del 27 de setembre de 1977. Smith va afegir la seva pròpia lletra, la va gravar i va obtenir el seu senzill més exitós.
La cançó es va interpretar per primera vegada en directe en un concert de Patti Smith al CBGB de la ciutat de Nova York el 30 de desembre de 1977 (el 31è aniversari de Smith), amb Springsteen unint-se a la veu i a la guitarra. Encara que mai es va publicar en cap dels àlbums d'estudi de Springsteen, en concerts a partir de la seva Darkness Tour Springsteen sovint interpretava la cançó amb la seva pròpia lletra.
Els dos únics enregistraments comercialment llançats d'una versió de Springsteen de la cançó van ser al box set Live/1975–85 de 1986, en el qual Smith figura com a coescriptora; i l'àlbum recopilatori de 2010 The Promise (utilitzant l'enregistrament original de les sessions de Darkness on the Edge of Town amb la lletra de Smith).

## Gràfics
| Chart (1978)                    | Màxima posició |
| ------------------------------- | -------------- |
| Austràlia (Kent Music Report)   | 15             |
| Àustria (Ö3 Austria Top 40)     | 21             |
| Canadà Top Singles (RPM)        | 13             |
| Irlanda (IRMA)                  | 16             |
| Suècia (Sverigetopplistan)      | 9              |
| UK Singles (OCC)                | 5              |
| US Billboard Hot 100            | 13             |
| US Cash Box Top 100             | 10             |
| U.S. Record World Singles Chart | 17             |

| Gràfic (1978)                 | Posició |
| ----------------------------- | ------- |
| Austràlia (Kent Music Report) | 91      |
| Canadà Top Singles (RPM)      | 98      |
| US Billboard Hot 100          | 72      |
| US Cash Box                   | 95      |

## Versió de CO.RO
El 1992, l'acte de dansa italià CO.RO va llançar una versió que va vendre més de 660.000 còpies. També inclou la cançó de Depeche Mode "Master and Servant" i va ser un èxit a Europa, convertint-se en disc d'or a França i aconseguint el número u a Espanya. A més, el senzill va assolir el top 10 a Bèlgica, França, Grècia i Itàlia. A l' Eurochart Hot 100, "Because the Night" va arribar al número 15 el febrer de 1993. També va tenir èxit al Brasil i es va convertir en una gran obertura de l'explosió d'Eurodance als anys noranta.

### Recepció crítica
La cançó va rebre crítiques favorables dels crítics musicals. Larry Flick de Billboard va escriure que "obté un tractament rave/pop" i "les veus urgents de Tarlisa es desvien al voltant d'una mostra en bucle de "Master & Servant" de Depeche Mode". Va afirmar que "al final funciona bé i és millor que moltes de les altres versions". Alan Jones de Music Week li va donar tres de cinc. Va descriure la cançó com "en realitat bastant entranyable", i va afegir que combina mostres DM amb "una línia de baix inconformista i un so de Smith. Podria fer clic."

### Llistat de pistes
CD single - Europa (1992)
1. "Because the Night" (T.L.S. Radio Mix) – 4:32
2. "Because the Night" (T.L.S. Mix) – 5:20
3. "It's a Love" (T.S.F. Mix) – 3:40
4. "Because the Night" (Dub Mix) – 5:20

### Gràfics
| Gràfic (1992)                         | Màxima posició |
| ------------------------------------- | -------------- |
| Àustria (Ö3 Austria Top 40)           | 14             |
| Bèlgica (VRT Top 30 Flandes)          | 8              |
| Europa (Eurochart Hot 100)            | 15             |
| Europa (European Dance Radio)         | 15             |
| França (SNEP)                         | 6              |
| Alemanya (Llistes oficials alemanyes) | 16             |
| Grècia (Pop + Rock)                   | 8              |
| Irlanda (IRMA)                        | 21             |
| Itàlia (Musica e dischi)              | 7              |
| Païssos Baixos (Dutch Top 40)         | 19             |
| Païssos Baixos (Single Top 100)       | 17             |
| Espanya (AFYVE)                       | 1              |
| Suècia (Sverigetopplistan)            | 26             |
| UK Singles (OCC)                      | 61             |
| UK Dance (Music Week)                 | 19             |

## Versió de 10,000 Maniacs
Una versió acústica va ser gravada per 10,000 Maniacs el 1993 per a MTV Unplugged, amb algunes alteracions de la lletra. L'enregistrament va obtenir una emissió de ràdio considerable i va arribar al número 11 del Billboard Hot 100. La versió va arribar al top 10 al Canadà i Islàndia, arribant al número 10 i al número 7, respectivament. També es va incloure una versió en directe amb la vocalista principal Mary Ramsey al seu àlbum de 2016 Playing Favorites.

### Llistat de pistes
CD senzill - EUA (1993)
1. "Because the Night" (versió en directe) – 3:28
2. "Stockton Gala Days" (versió en directe) – 5:25

### Gràfics
| Chart (1993–1994)                            | Màxima posició |
| -------------------------------------------- | -------------- |
| Canadà Top Singles (RPM)                     | 10             |
| Islàndia (Íslenski Listinn Topp 40)          | 7              |
| UK Singles (OCC)                             | 65             |
| US Billboard Hot 100                         | 11             |
| US Alternative Airplay (Billboard)           | 7              |
| US Hot Adult Contemporary Tracks (Billboard) | 9              |
| US Top 40 Mainstream (Billboard)             | 7              |

| Gràfic (1994)                       | Posició |
| ----------------------------------- | ------- |
| Canadà Top Singles (RPM)            | 86      |
| Islàndia (Íslenski Listinn Topp 40) | 15      |
| US Billboard Hot 100                | 40      |

## Versió de Cascada
El 2008, Cascada va gravar una versió que apareix al seu segon àlbum Perfect Day. El vídeo musical del senzill es va estrenar a YouTube el 28 de maig de 2008. El senzill es va publicar el 18 de juliol de 2008 a Alemanya.

### Llistat de pistes
CD senzill - Alemanya (2008)
1. "Because the Night" – 3:26
2. "Because the Night" (mix original) – 5:32
3. "Because the Night" (Mondo Remix) – 5:58
4. "Because the Night" (2-4 Grooves remix) – 5:45
5. "Because the Night" (The Hitmen remix) – 5:49
6. "Because the Night" (Manian Bootleg Cut) – 5:04
7. "Because the Night" (Manox remix) – 6:19

CD senzill - Regne Unit (2008)
1. "Because the Night" – 3:26
2. "Because the Night" (mix original) – 5:32
3. "Because the Night" (Styles & Breeze Remix) – 6:15
4. "Because the Night" (Riffs & Rays Remix) – 6:27
5. "Because the Night" (Hypasonic Remix) – 5:34
6. "Because the Night" (Hitmen Remix) – 5:49
7. "Because the Night" (Manox remix) – 6:19

### Gràfics
| Gràfic (2008)                         | Màxima posició |
| ------------------------------------- | -------------- |
| Àustria (Ö3 Austria Top 40)           | 45             |
| República Txeca (Rádio – Top 100)     | 90             |
| European Hot 100 Singles (Billboard)  | 53             |
| Alemanya (Llistes oficials alemanyes) | 41             |
| Escòcia (OCC)                         | 5              |
| Eslovàquia (Rádio Top 100)            | 56             |
| UK Singles (OCC)                      | 28             |

### Historial de llançaments
| Regió      | Data de publicació   | Segell discogràfic |
| ---------- | -------------------- | ------------------ |
| Alemanya   | 18 de juliol de 2008 | Zooland            |
| Regne Unit | 28 de juliol de 2008 | Zooland            |

## Versió de Garbage i Screaming Females
A principis de 2013, Garbage i Screaming Females van gravar una versió de "Because the Night" per a un llançament exclusiu de vinil el Record Store Day d'aquell any; una celebració anual de les botigues de discos independents. Garbage havia llançat dos senzills ("Blood for Poppies" i "Battle in Me") per marcar l'esdeveniment de 2012, i estaven disposats a llançar "alguna cosa especial" per a l'any següent. La banda va decidir gravar "Because the Night" amb Screaming Females després d'alguns duets ben rebuts de la cançó en dates en directe durant la seva gira nord-americana. Marissa Paternoster de Screaming Females va suggerir originalment versionar "Because the Night" en directe. "Vam pensar que seria l'oportunitat perfecta per consolidar un enregistrament i fer alguna cosa realment especial per als fans i per a totes les botigues de discos independents", va dir la líder de Garbage, Shirley Manson, a Billboard.

### Vídeo musical
Mentre Garbage i Screaming Females gravaven als estudis EastWest, Sophie Muller va gravar imatges en blanc i negre per documentar les sessions. El 4 de març de 2013, es va publicar un vídeo teaser a YouTube amb clips dels membres de la banda. El vídeo musical complet es va publicar posteriorment el 17 d'abril; abans del Record Store Day.

### Recepció crítica
La versió de "Because the Night" va ser rebuda positivament pels crítics de música contemporània abans del Record Store Day. Hilary Hughes, de la revista Billboard, va declarar: "... el llançament de Garbage/Screaming Females encarna els canvis provocats pel Record Store Day que afecten la indústria de la música a tots els nivells, i les tendències que han impulsat l'ascens meteòric del Record Store Day a des d'un experiment comunitari fins a un moviment internacional", fent referència al maridatge d'artistes i al segell independent de llançament. Chris Martins de Spin va escriure: "...les bandes ho fan genialment. El més destacat arriba quan Paternoster comença a esmicolar. Tenim la sensació que la senyoreta Smith estarà orgullosa."

### Llistat de pistes
- Publicació del Record Store Day de 10 polzades (STNVOL-007)[64]

1. "Because the Night" – 4:55
2. "Automatic Systematic Habit" (Costa Cadeu remix) – 4:38
3. "Love Like Suicide" – 3:51

- Senzill digital[65]

1. "Because the Night" – 4:55

### Historial de llançaments
| Data de publicació | Territori    | Segell discogràfic | Format                                              |
| ------------------ | ------------ | ------------------ | --------------------------------------------------- |
| 20 d'abril de 2013 | Estats Units | VOLUMEN ESTUDIBLE  | Vinil de 10 polzades (estrena del Record Store Day) |
| 7 de maig de 2013  | Estats Units | VOLUMEN ESTUDIBLE  | Single digital                                      |
| 13 de maig de 2013 | Regne Unit   | VOLUMEN ESTUDIBLE  | vinil de 10 polzades                                |
| 13 de maig de 2013 | A tot el món | VOLUMEN ESTUDIBLE  | Single digital                                      |

| Gràfic (2013)                                     | Màxima posició |
| ------------------------------------------------- | -------------- |
| UK Physical Singles (The Official Charts Company) | 4              |
| Vendes individuals populars als EUA (Billboard)   | 23             |

## Altres versions
- La banda de glam metal Keel va gravar la cançó el 1986 al seu segon àlbum, The Final Frontier.[71]
- El grup navarrès Tahúres Zurdos va incloure una versió en castellà al seu disc El Tiempo de la Luz amb el títol "La noche es". La lletra és bastant fidel a la original i inclou versos en anglès.[72]
- El DJ alemany Jan Wayne va llançar una versió de ball l'any 2002 que va arribar al número 14 de la llista de singles del Regne Unit,[73] al número 2 a Bèlgica[74] i al número u al Top 100 holandès de singles.[75]
- El 2010, Springsteen va interpretar la cançó a Late Night with Jimmy Fallon, acompanyat dels companys de banda Steven Van Zandt, Roy Bittan i the Roots.
- Una versió de la banda de synthwave The Midnight, amb Nikki Flores, s'inclou com a darrera cançó de l'EP Horror Show de la banda, publicada el 2021.[76][77]
- AudioPerfecta Cover vs Original – Because the Night, comparació de quatre versions d'Aaron J Edwards (2018)